# 도요촌 (구마모토현)
도요촌(일본어: 東陽村)은 일본 구마모토현 야쓰시로군에 있던 촌이다.

## 역사
- 1889년 4월 1일 - 정촌제 시행에 수반해 가와마타촌, 미나미타네야마촌, 기타타네야마촌, 고우라촌이 성립하였다.
- 1923년 11월 1일 - 미나미타네야마촌, 기타타네야마촌, 고우라촌이 대등합병해, 다네야마촌이 성립하였다.
- 1955년 2월 1일 - 야쓰시로군 다네야마촌, 가와마타촌이 합병해 도요촌이 되었다.
- 2005년 8월 1일 - 센초정, 가가미정, 사카모토촌, 이즈미촌과 대등합병해 야쓰시로시가 되었다.

## 교통

### 도로
- 국도 443호선

## 참고 문헌
- 角川日本地名大辞典編纂委員会, 『角川日本地名大辞典 43 熊本県』1987, 角川書店